# Ручей Ватной фабрики
Руче́й Ва́тной фа́брики (Стекля́нка, Стекля́нный ручей) — небольшая река в районах Измайлово и Северное Измайлово Восточного административного округа Москвы, правый приток Серебрянки. По степени техногенной трансформации относится к IV классу — поверхностный водоток утрачен, река канализирована более чем на 90 %. На берегах реки располагались село Измайлово и слободы Калгановская, Попова, Хохловская и Штатная.
Поверхностный водоток отсутствует, длина реки в коллекторе составляет 3 км. Исток расположен к югу от Щёлковского шоссе. Водоток проходит на юг, пересекает Сиреневый бульвар и Верхнюю Первомайскую улицу. Далее поворачивает на запад и протекает вдоль 2-й Прядильной улицы. Исторически река вдала в Серебряно-Виноградный пруд (в его северо-восточную часть), ныне коллектор, в котором протекает река, соединяется с обходным коллектором, в котором течет река Серебрянка, проложенным вокруг северо-восточной и северной частей Серебряно-Виноградного пруда. На Стеклянке до середины XX века находились пруды Белевский, Хохловский, Стеклянный и Новослободские.
На прибрежной территории в Измайлове находился стекольный завод, с которым и связано название реки. Гидроним ручей Ватной фабрики произошёл от народного названия находящейся рядом Измайловской мануфактуры.